# Roberto Sanesi
Roberto Sanesi (Milano, 18 gennaio 1930 – Milano, 2 gennaio 2001) è stato un critico d'arte, critico letterario, poeta, traduttore, direttore artistico e docente italiano.

## Biografia
Iniziò la propria attività creativa nel 1951 come critico d'arte per la rivista «aut aut», diretta da Enzo Paci. Collaborò poi con alcuni quotidiani, tra i quali il Corriere d'Informazione e Il Gazzettino, nonché a diverse riviste letterarie: Inventario, La Fiera Letteraria, L'Approdo, Il Verri, Poesia e critica (della quale fu tra i fondatori), Origini.
Nel 1955 vinse il "Premio Del Duca" con un saggio su Dylan Thomas, cui seguirono nel 1960 il "Byron Award" per l'Europa, nel 1961 il "Premio Cercia" e nel 1964 il "Premio Tarquinia Cardarelli". Nel 1988 gli fu assegnato il Premio Dessì per la poesia.
Nel 1957 fonda le Edizioni del Triangolo che si proponeva di pubblicare testi di poeti in relazione con disegni di artisti contemporanei. Nel 1958 fu invitato al "Seminario di Studi Americani" di Salisburgo. Fino al 1960 soggiornò a lungo nel sud del Galles, dove tradusse Yeats e altri poeti, diventando amico dello scultore Henry Moore, e di molti altri artisti e scrittori.
Nel 1960, dopo il "Byron Award", fu invitato come "poeta residente" all'Harvard University, dove tenne alcune lezioni e incise due dischi.
Dal 1970 al 1975 fu direttore artistico del "Centro internazionale delle arti e del costume" di Palazzo Grassi a Venezia. Collaborò all'attività della Piccola Scala, per la quale tradusse in versi un'opera di Benjamin Britten, e del Piccolo Teatro di Milano. Per la Radio Svizzera Italiana curò l'Enrico V e il Riccardo III di Shakespeare e il Doctor Faustus di Marlowe.
Nel 1972 organizzò per il Museo d'arte moderna di Città del Messico una grande mostra di pittura italiana contemporanea. Nel 1978 organizzò una mostra del pittore Natale Addamiano al Palazzo Ducale di Urbino, curandone anche il catalogo.
Ha insegnato all'Accademia di belle arti di Urbino, Venezia, Verona e per 34 anni "Storia dell'arte" e "Letteratura comparata" all'Accademia di belle arti di Brera.
Nel 1987 scrisse il libretto per l'opera lirica Da capo, con musica di Gaetano Giani Luporini. Nel 1992 curò l'edizione Bompiani delle Opere complete (con testi poetici originali a fronte) di Thomas Stearns Eliot. Nel corso della carriera ha tradotto anche poesie di Dylan Thomas, William Butler Yeats, Conrad Aiken, Christopher Marlowe, Hart Crane, Percy Bysshe Shelley, Archibald MacLeish, William Blake, John Milton, Lewis Carroll, William Shakespeare, Seamus Heaney, Harold Pinter, James Joyce, Vernon Watkins, Walt Whitman ecc. Molti di più ne ha introdotti. Allo stesso tempo ha presentato molti poeti e artisti visivi italiani. Le sue opere poetiche, per larga parte in plaquettes numerate, sono state tradotte in diversi paesi d'Europa ed in America.
È morto a Milano nel 2001 e le sue ceneri riposano al Cimitero Monumentale.
Le sue carte e la biblioteca sono presso il "Centro di ricerca sulla tradizione manoscritta di autori moderni e contemporanei" dell'Università degli Studi di Pavia, che dal 2009 organizza incontri internazionali biennali sulla traduzione dedicati alla sua memoria.

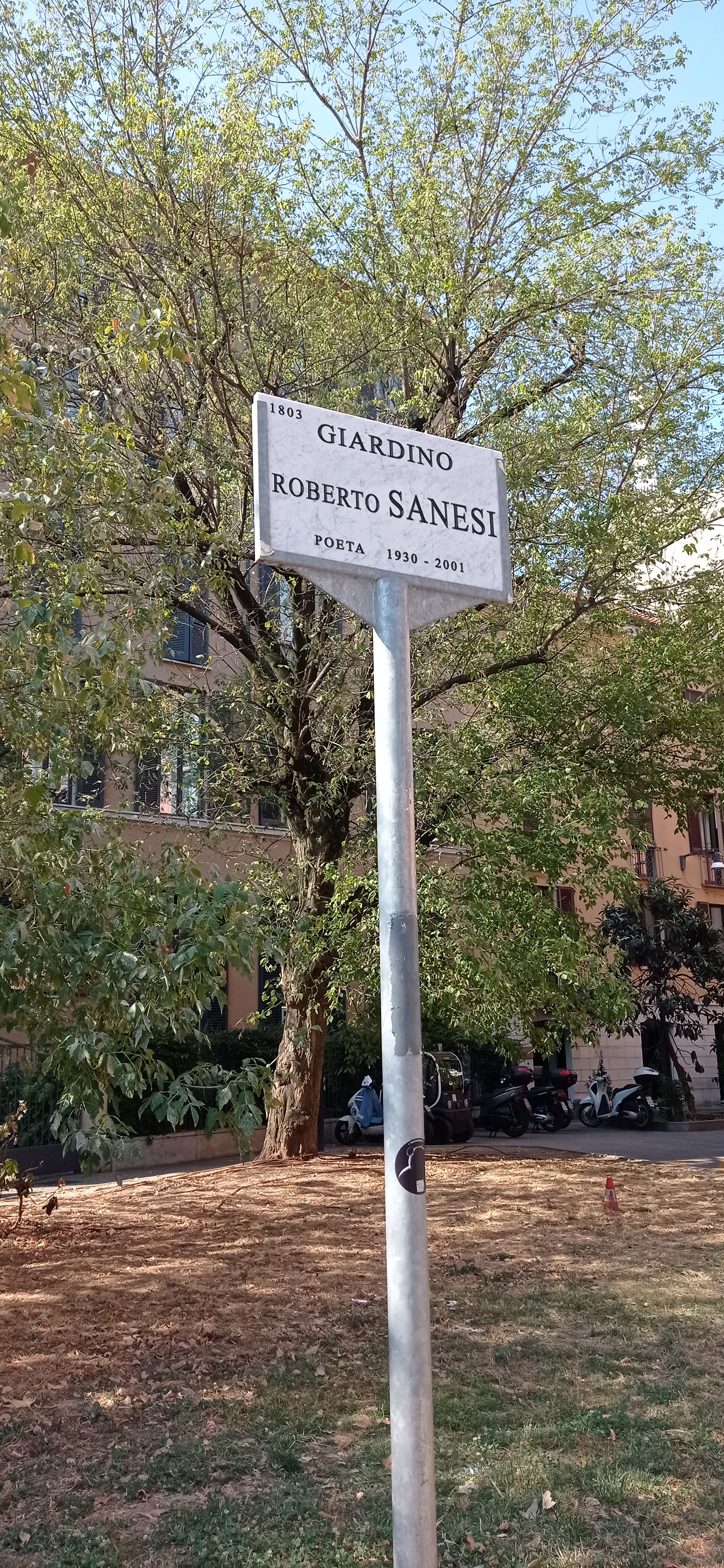
il giardino Roberto Sanesi

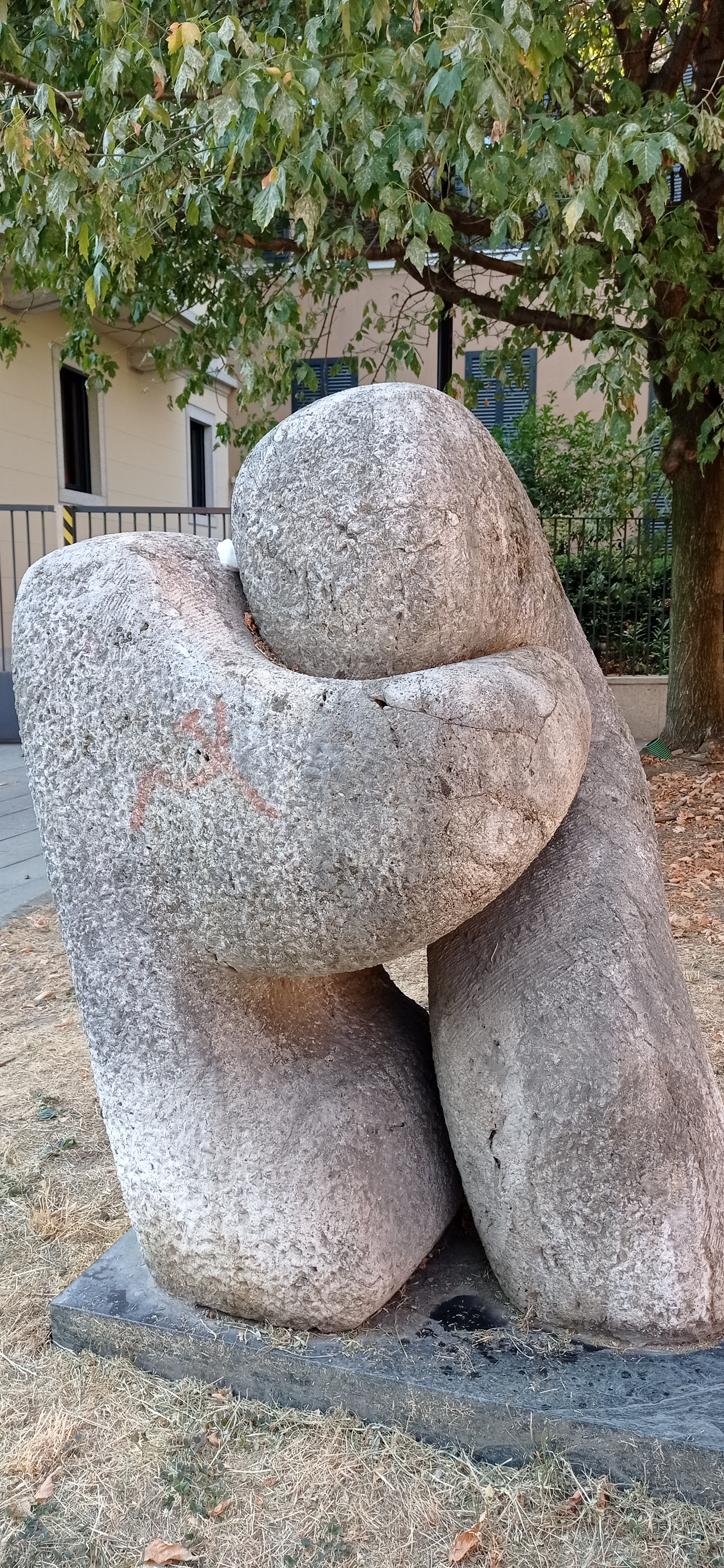
la scultura 1

In piazza San Marco, in Brera, gli è stato intitolato un piccolissimo giardino, che ospita due sculture in pietra, astratte, non firmate.

## Opere

### Poesia
- Il feroce equilibrio, Guanda, Parma 1957
- Rapporto informativo, Feltrinelli, Milano 1966
- L'improvviso di Milano, Guanda, Parma 1969
- Stultifera, poesia 1978 - acquaforte, acquatinta di Antonio Papasso - Studio Bibliografico Marini
- Alterego & altre ipotesi, Munt Press, Samedan 1974; ristampa con inediti in Il secondo profilo di Altere
- go, Seledizioni, Bologna 1982
- La cosa scritta, Guanda, Milano 1981
- Recitazione obbligata, Guanda, Milano 1981
- Téchne, Scheiwiller, Milano 1984
- La differenza, Garzanti, Milano 1988
- Senza titolo, Book Editore, Castel Maggiore 1989
- Dialogo di Yuste, Book Editore, Castel Maggiore 1991 (teatro in versi)
- Visible, Book Editore, Castel Maggiore 1991 (scrittura visuale)
- Mercurio, Scheiwiller, Milano 1994 (raccolta)
- L'incendio di Milano e altre poesie 1957-1989, Book Editore, Castel Maggiore 1995 (antologia a cura di Vincenzo Guarracino)
- Il primo giorno di primavera, Book Editore, Castel Maggiore 2000
- L'interrogazione infinita: Roberto Sanesi poeta, a cura di Giuseppe Langella, prefazione di Giovanni Raboni, con un'appendice di inediti e rari, Interlinea, Novara, 2004
- Dieci poemetti, La Vita Felice, 2009

### Prosa
- La polvere e il giaguaro, Palazzi, Milano 1972; Book Editore, Castel Maggiore 1990
- Malbianco, Do Soul, Milano 1980
- Lettera seconda, Il paniere, Verona 1980
- Carte di transito, Amadeus, Montebelluna 1989

### Saggistica e critica
- Dylan Thomas, Lerici, Milano 1960; Garzanti, Milano 1977; Editori Riuniti, Roma 1994
- T. S. Eliot, CEI, Milano 1966
- Byron, CEI, Milano 1966; Luisè, Rimini 1990
- The Graphic Work of Ceri Richards, Cerastico, Milano 1973
- Hans Richter, La Nuova Foglio, Macerata 1975
- Nella coscia del gigante bianco, La Nuova Foglio, Macerata 1976
- Saggi sul linguaggio organico di Henry Moore, fotografie di Maria Mulas (nata a Manerba 1935), La Nuova Foglio, Macerata 1977
- Taliesin a Gower, Sandro Maria Rosso, Biella 1978
- Annotazioni sul linguaggio di Hans Richter, fotografie di Maria Mulas (nata a Manerba 1935). La Nuova Foglio, 1978
- Umberto Pettinicchio, Raffaellino De Grada, Laboratorio delle Arti, Milano 1979
- Graham Sutherland, Zarathustra, Milano 1979
- Emilio Scanavino, La Nuova Foglio, Macerata 1979
- La valle della visione, Garzanti, Milano 1985
- Blake & Newton: appunti per una lezione, Book Editore, Castel Maggiore 1993
- La trasparenza dell'ombra, Stamperia dell'Arancio, Grottammare 1995
- Curva di fuga, incisioni di Giovanni Bonaldi con poesie e scritti inediti di Alda Merini, introduzione di Roberto Sanesi, la legatura in plexiglas e lacci in pergamena contiene 14 quartini di cm 44,5x31,5, edizione numerata dalle edizioni dell'Ariete, Crema 1997

### Antologie
- Poesia inglese del dopoguerra, Schwarz, Milano 1958
- Poeti americani 1900-1956, Feltrinelli, Milano 1958
- Poeti inglesi del '900, Bompiani, Milano 1960; nuova ed. 1978 e 1991
- Poesie scelte di Salvatore Quasimodo, Guanda, Parma 1960
- Poeti metafisici inglesi del Seicento, Guanda, Parma 1961; nuova ed. 1976 e 1990
- Poemi anglosassoni, Lerici, Milano 1966; Guanda, Milano 1975
- Dizionario di centouno capolavori della letteratura inglese, Bompiani, Milano 1966
- Poeti romantici inglesi, Euroclub, Milano, 1984
- Le 100 poesie più belle della letteratura italiana, Euroclub, 1990

### Traduzioni
- John Milton, Paradiso perduto, Collana Biblioteca, vol. I, saggio introduttivo di Frank Kermode, Milano, Arnoldo Mondadori Editore, 1984; vol. II, Collana Biblioteca, Mondadori, 1987; con un saggio di T.S. Eliot, Collana Oscar, Mondadori, 1990-2023, ISBN 978-88-045-2799-2; trad. riveduta e corretta, con disegni di Emilio Tadini, Collezione i millenni, Torino, Einaudi, 1992, ISBN 88-06-125-72-9. [ed. parziale di 40 frammenti, con 40 acqueforti di Enrico Baj, Padova, Mastrogiacomo Editore Images 70, 1987]
- Edgar Lee Masters, Antologia di Spoon River, Trezzano sul Naviglio, Euroclub, 1986.  - Prefazione e cura di Federica Massia, Collana Senza Frontiere, Torino, Lindau, 2023, ISBN 979-12-558-4034-3.

## Premi e riconoscimenti
Dal 2020 a Torino è stato istituito il Premio Roberto Sanesi di poesia in musica, dedicato alla memoria dell’autore milanese e rivolto a progetti spoken word music under 35.